# Andrena sperryi
Andrena sperryi är en biart som först beskrevs av Cockerell 1937.  Andrena sperryi ingår i släktet sandbin, och familjen grävbin. Inga underarter finns listade i Catalogue of Life.